# Tu te vantes
Pour plus de détails, voir Fiche technique et Distribution.
Tu te vantes (titre original : Telling the World) est un film américain réalisé par Sam Wood et sorti en 1928.

## Fiche technique
- Réalisation : Sam Wood
- Scénario : Raymond L. Schrock, Joseph Farnham, Dale Van Every
- Production : Metro-Goldwyn-Mayer
- Photographie : William H. Daniels
- Montage : Margaret Booth, John Colton
- Durée : 80 minutes
- Date de sortie:
  - États-Unis : 30 juin 1928

## Distribution
- William Haines : Don Davis
- Anita Page : Chrystal Malone
- Eileen Percy : Maizie
- Frank Currier : Mr. Davis
- Polly Moran : Landlady
- Bert Roach : Lane
- William V. Mong